# هذا المطر لن يتوقف أبدا (فلم)
هذا المطر لن يتوقف أبدًا (بالأوكرانية: Цей дощ ніколи не скінчиться) هو فيلم وثائقي أنتجته المخرجة الأوكرانية ألينا غورلوفا.

## الحبكة
نظراً للحرب في سوريا، فرت عائلة أندريه سليمان البالغ من العمر 20 عامًا من الحسكة لتعيش في مسقط رأس والدته في ليسيشانسك بأوكرانيا، لكنه يجد نفسه فيما بعد في حرب أخرى ضد روسيا، التي بدأت تتقدم في الشرق. تطوع أندريه لاحقًا في الصليب الأحمر. بعد وفاة والده، عاد أندريه إلى سوريا ليدفنه.

## الإنتاج
خططت ألينا غورلوفا لتصوير الفيلم الوثائقي في إقليم دونباس المتنازع عليه حيث اكتسب شهرة عالمية في مارس 2014 بسبب الصراع بين أوكرانيا وروسيا. يُعرفها صديقها، المصور، على أندريه سليمان، الذي شهد في البداية حربًا في سوريا ثم حربًا في أوكرانيا.

## العرض
عُرض فيلم «هذا المطر لن يتوقف أبدًا» في جميع أنحاء العالم في 19 نوفمبر 2020 في مهرجان أمستردام الدولي للأفلام الوثائقية.

## الجوائز
في نوفمبر 2020، فاز فيلم هذا المطر لن يتوقف أبدًا بجائزة مهرجان أمستردام لأفضل ظهور أول، وجائزة أفضل فيلم طويل في مهرجان فلورنسا السينمائي دي بوبولي في دورته الحادية والستين. وجائزة أفضل فيلم وثائقي في الدورة السادسة والستين لمهرجان كورك السينمائي الدولي في أيرلندا.

## وصلات خارجية
- هذا المطر لن يتوقف أبدا  في قاعدة بيانات الأفلام على الإنترنت (بالإنجليزية)